# Tylopterna monstrosum
Tylopterna monstrosum är en tvåvingeart som beskrevs av Mario Bezzi 1916. Tylopterna monstrosum ingår i släktet Tylopterna och familjen fritflugor. Inga underarter finns listade i Catalogue of Life.